# Idiops fulvipes
Idiops fulvipes là một loài nhện trong họ Idiopidae.
Loài này thuộc chi Idiops. Idiops fulvipes được Eugène Simon miêu tả năm 1889.